# Fröken Skogsberg
Fröken Skogsberg var en finlandssvensk silhuettklippare verksam från 1800-talets början till 1860-talet.
Trots flera försök under åren att identifiera henne har alla undersökningar slutat i återvändsgränder. Trots att hon huvudsakligen var verksam i Småland, Södermanland och Östergötland antar man att hon var finlandssvensk. I arkivaliska handlingar omnämns hon under den franska beteckningen mademoiselle och av de bevarade arbeten som finns kan man dra den slutsatsen att hon troligen arbetat som guvernant eller sällskapsdam i något välsituerade hem. En annan hypotes är att hon under sina verksamma år var en inom silhuettkonstens kringresande motsvarighet till Maria Röhl. Hennes porträttklipp består huvudsakligen av adels-, präst- och personer från borgarsocieteten. Hon var representerad med ett 20-tal porträtt vid Liljevalchs konsthalls utställning Skuggbilder, bildklipp och silhuetter som visades 1930. De släkter som lånade ut bilderna till utställningen tillfrågades om de hade någon information om Fröken Skogsberg och klippens tillkomst men inga av ägarna hade bevarat några uppgifter klippens tillkomst. Förutom porträtt utförde hon även gratulationsbilder och motiv ur Werlds-Försakelsen, Korsfästelsen, Kungliga slottet, Karl XIV Johans staty och Napoleon till häst. Fröken Skogsberg är representerad med en bild av Kristus på korset vid Linköpings museum. Hennes klipp av svenskamerikanen Bror Axel Hjalmar Hampus Silfverstolpe reproducerades i Svenska män och kvinnor VII 1954.